# Dorotea (gemeente)
Dorotea is een Zweedse gemeente in het landschap Lapland. De gemeente behoort tot de provincie Västerbottens län. De gemeente heeft een totale oppervlakte van 2961,9 km² en telde 3156 inwoners in 2004.

## Plaatsen
- Dorotea (plaats)
- Avaträsk
- Svanabyn
- Högland
- Västra Ormsjö